# Труженка (Пологівський район)
Тру́женка — село в Україні, у Комиш-Зорянській селищній громаді Пологівського району Запорізької області. Населення становить 195 осіб.

## Географія
Село Труженка розташоване за 167 км від обласного центру, 65 км від районного центру та 25 км від адміністративного центру селищної громади, біля витоків річки Темрюк. Найближчі навколошні села: Шевченківське (за 3 км ) та Кузнецівка (за 4 км ). Поруч пролягає залізниця, пасажирський зупинний пункт Платформа 357 км (за 1,5 км).

## Історія
17 липня 2020 року, в результаті адміністративно-територіальної реформи та ліквідації Більмацького району, село увійшло до складу Пологівського району.
22 червня 2023 року рішенням Національної комісії зі стандартів державної мови віднесено до списку населених пунктів, які «можуть не відповідати лексичним нормам української мови», зокрема стосуватися «російської імперської чи колоніальної політики». Громаді рекомендовано обґрунтувати доцільність збереження поточної назви або запропонувати нову назву в установленому законодавством порядку.

## Населення

### Мова
Розподіл населення за рідною мовою за даними перепису 2001 року:
| Мова       | Кількість | Відсоток |
| ---------- | --------- | -------- |
| українська | 177       | 90.77%   |
| російська  | 17        | 8.72%    |
| білоруська | 1         | 0.51%    |
| Усього     | 195       | 100%     |

## Економіка
- Свино-товарна ферма.